# Tethocyathus minor
Tethocyathus minor är en korallart som först beskrevs av Gardiner 1899.  Tethocyathus minor ingår i släktet Tethocyathus och familjen Caryophylliidae. Inga underarter finns listade i Catalogue of Life.